# شجرة المال
شَجَرَة المَال نوع أشجار منقعية من الفصيلة الخبازية، أصيلة أمريكا الوسطى والجنوبية، اسمها العلمي Pachira aquatica.

## أصل التسمية
سُمّيت هذه الشجرة باسم «شجرة المال» إشارة إلى قصة رجل فقير في تايوان دعا إلهه للحصول على المال، فعثر على هذه الشجرة «الغريبة»، فأخذها معه إلى منزله كطالع خير (فأل)، فاستغنى من بيع النباتات التي تنمو من بذورها.